# دوكي (مسلسل تلفزيوني)
دوكي (بالإنجليزية: Doki) مسلسل رسوم متحركة كندي عرض لأول مره في 15 أبريل 2013 حتى 2019 ولقد تمت دبلجة المسلسل للغة العربية وعرض على إم بي سي 3.

## طاقم العمل
- جريفين هوك بدور دوكي[5]، كلب دلماسي
- تارا ايمو بدور موندي[5]، الدعسوقيات
- كادن هيوز بدور اوتو[5]، آكلات النمل
- كاتي جرانت بدور أنابيلا[5]، النحام الوردي
- سارة شيبارد بدور جابي[5]، الماعز
- لوكاس كاليشستين بدور فيكو[5]، قضاعة

## وصلات خارجية
- دوكي على موقع IMDb (الإنجليزية)
- دوكي على موقع كينوبويسك (الروسية)
- دوكي على موقع قاعدة بيانات الفيلم (الإنجليزية)